# Geurende schroefpalm
De geurende schroefpalm (Pandanus tectorius) is een plant die 10 m hoog kan worden. De plant wordt ondersteund door steunwortels, die hem stevig in de grond verankeren. De bladeren zijn meestal 90-150 cm (zelden tot 300 cm) lang en 5-7 cm breed en hebben een gezaagde rand. Het is een overblijvende plant die groeit in warme, vochtige gebieden in de halfschaduw. De aarde, waarin de plant groeit moet vochtig zijn. De bloemen groeien apart in mannelijke, 60 cm lange bloeiwijzen en vrouwelijke, 5 cm dikke, bolvormige bloeiwijzen.
De vruchtverbanden van de geurende schroefpalm zijn rond, tot 25 cm in diameter, rijp oranje en eetbaar. De vrucht is opgebouwd uit veertig tot tachtig groepen van vijf tot elf vruchtjes.De afzonderlijke delen (puntige uitsteeksels) van de vrucht zijn wigvormig en hebben een buitenste vezelig omhulsel. De vrucht bevat één of meerdere zaden. De bladrozetten van de vruchten hebben een diameter van ongeveer 20 cm en lijken wel wat op die van een ananas. De vrucht is gezond en kan zo uit de hand worden gegeten of worden gekookt. Het is een belangrijke voedingsbron in Micronesië, vooral op de atollen in dat gebied.
De vezels van de schil kunnen ook dienen als een soort natuurlijke tand-flos. De bladeren van de schroefpalm kunnen worden gebruikt om gerechten zoeter te maken of voor het bereiden van kaya jam. Ook wordt van deze bladeren gezegd dat ze geneeskundige eigenschappen zouden bezitten. In vroegere tijden werd van de bladeren dakbedekkingen en vrouwenrokken gemaakt.
Het geslacht Pandanus bestaat uit nog zo'n zeshonderd andere soorten.

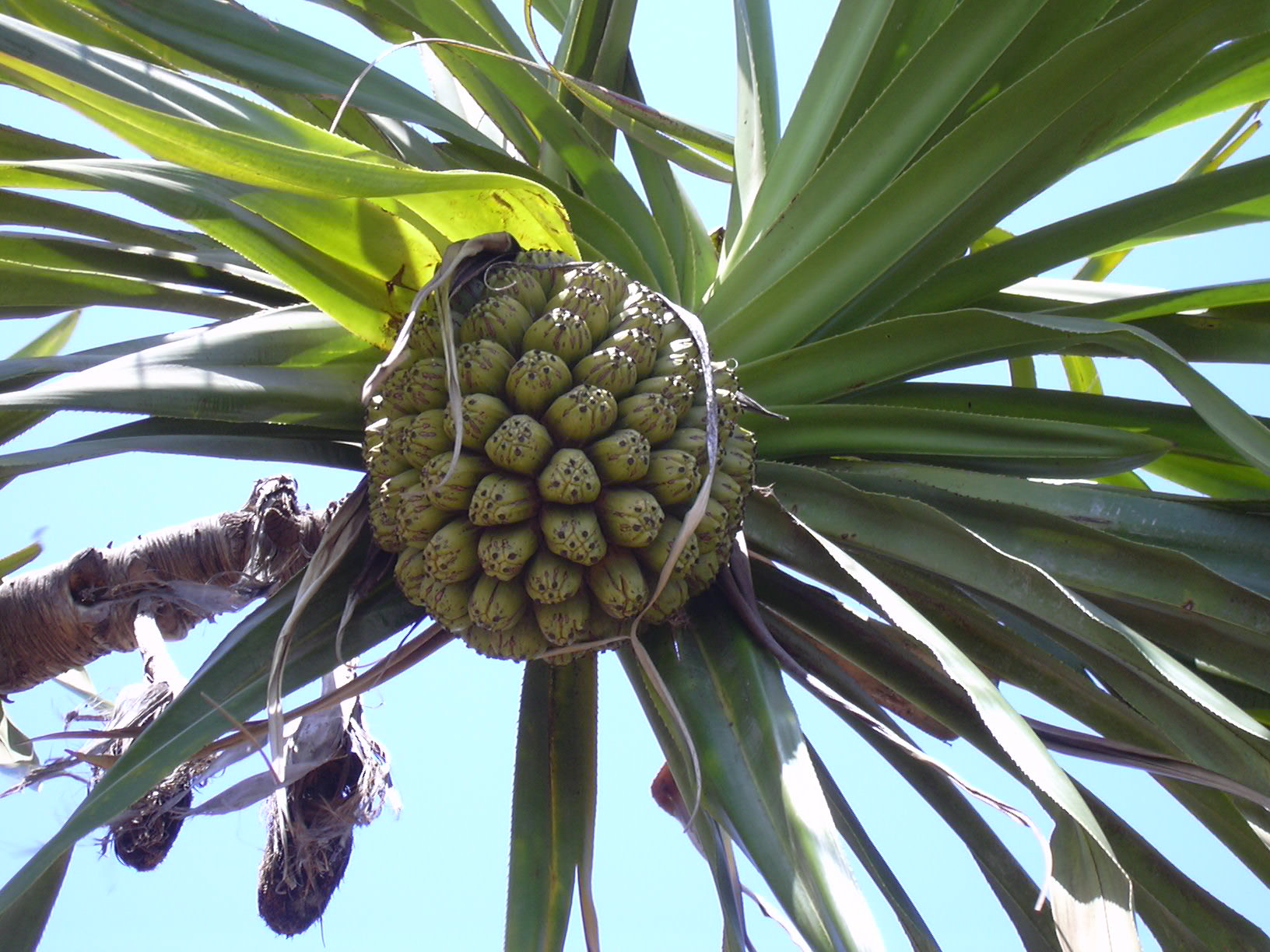
Vrucht